# Tomocyrba ubicki
Tomocyrba ubicki är en spindelart som beskrevs av Szüts, Scharff 2009. Tomocyrba ubicki ingår i släktet Tomocyrba och familjen hoppspindlar. Inga underarter finns listade i Catalogue of Life.